# Генри, Алистер
А́листер Ге́нри (англ. Alistair Henry; род. Kirkoswald) — шотландский кёрлингист.
В составе мужской сборной Шотландии участник чемпионата мира 1985 (заняли пятое место) и чемпионата Европы 1985 (заняли шестое место). Чемпион Шотландии среди мужчин.
Играл на позиции первого.

## Достижения
- Чемпионат Шотландии по кёрлингу среди мужчин: золото (1985)[3].

## Команды
| Сезон   | Четвёртый   | Третий       | Второй     | Первый        | Запасной | Турниры                      |
| ------- | ----------- | ------------ | ---------- | ------------- | -------- | ---------------------------- |
| 1984—85 | Билли Хауэт | Роберт Кларк | Роберт Шоу | Алистер Генри |          | ЧШМ 1985 · ЧМ 1985 (5 место) |
| 1985—86 | Билли Хауэт | Роберт Кларк | Роберт Шоу | Алистер Генри |          | ЧЕ 1985 (6 место)            |

(скипы выделены полужирным шрифтом)